# Stenopsella
Stenopsella is een monotypisch mosdiertjesgeslacht uit de familie van de Gigantoporidae en de orde Cheilostomatida. De wetenschappelijke naam ervan is in 1952 voor het eerst geldig gepubliceerd door Ray Smith Bassler.

## Soort
- Stenopsella fenestrata (Smitt, 1873)